# Téma (film)
Téma (rusky Тема) je sovětský film režiséra Gleba Panfilova z roku 1979. Jednu z hlavních rolí vytvořil Michail Uljanov. Film byl ale na veřejnosti uveden až v roce 1986, v časech Gorbačovovy perestrojky. Film byl oceněn na Berlinale v roce 1987

### Externí reference
- Téma v Internet Movie Database (anglicky)
- Téma v Česko-Slovenské filmové databázi